# ۱۲ شوال
۱۲ شوال، دوازدهمین روز از ماه شوال در تقویم هجری قمری است.
در تقویم هجری قمری قراردادی این روز دویست و هفتاد و هشتمین روز سال است.

## زادگان
- ۱۳۴۸ - سید محمدکاظم قزوینی مؤلف دانشنامه امام صادق

## درگذشتگان
- ۱۰۳۰ - شیخ بهایی دانشمند عصر صفوی